# Keton
En keton er et molekyle, der indeholder en carbonylgruppe, C=O, som er bundet til et carbonatom på hver side af C-atomet i carbonylgruppen. Er carbonylgruppen derimod bundet til et andet atom end carbon er der tale om en anden funktionel gruppe, som f.eks. et aldehyd (H på den ene side) eller en carboxylsyre (OH på den ene side). Acetone, CH3C=OCH3, er et eksempel på en keton.

## Navngivning
Man navngiver ketoner ved at sætte endelsen "on" på navnet på den alkan, som ketonen er afledt af. Samtidig sætter man et tal foran navnet, der angiver nummeret på det carbonatom, der udgør carbonylgruppen, talt fra den korteste ende. Et eksempel er 2-butanon, CH3C=OCH2CH3, hvis navn er afledt af alkanen butan, CH3CH2CH2CH3, med endelsen "on", der angiver, at stoffet er en keton, samt tallet 2, der angiver, at carbonylgruppen sidder i position nummer 2, talt fra den ende, der giver det mindste tal, i dette tilfælde talt fra venstre.

## Oxoforbindelsers fysiske egenskaber
Carbonylgruppen er polær. Den er positiv ved C-atomet og negativ ved O-atomet.
Så O-atomet har en højere elektronegativitet, dvs. den trækker elektronerne til sig.
Pga. denne polaritet har aldehyder og ketoner højere kogepunkter end carbonhydrider med tilsvarende molekylestørrelse.
Carbonylgruppen er hydrofil, og derfor er de laveste aldehyder og ketoner letopløselige i vand.

## Fremstilling af ketoner
Man kan fremstille ketoner ved mild oxidation af sekundære alkoholer.